# Wyspy we Wrocławiu
Wyspy we Wrocławiu, to wyspy na terenie miasta Wrocław otoczone wodami śródlądowymi. Stanowią składnik Wrocławskiego Węzła Wodnego. Ich powstanie wiąże się z istnieniem w obszarze miasta licznych cieków, w tym największej z wrocławskich rzek – Odry. Ponieważ w całej historii Wrocławia układ hydrologiczny tych cieków ulegał naturalnym zmianom, oraz istotnym przekształceniom w wyniku inwestycji z zakresu hydrotechniki prowadzonych przez człowieka, obecny układ wysp różni się od układu historycznego. Część wysp przestała istnieć, powstały też nowe w wyniku budowy nowych kanałów wodnych i przekopów. Najwięcej wysp związanych jest z rzeką Odrą, ale i na pozostałych, mniejszych rzekach przepływających przez miasto istnieją wyspy, choć bezimienne.

## Wyspy odrzańskie
Największe skupisko wysp odrzańskich występuje w rejonie Starego Miasta w Śródmiejskim Węźle Wodnym. Zespół wschodnich wysp tworzą: Wyspa Bielarska, Wyspa Słodowa, Wyspa Młyńska, Wyspa Piasek, Wyspa Daliowa, Tamka. Wyspy te otoczone są wodami ramion Odry: Odra Północna i Odra Południowa, oraz licznych mniejszych ramion i kanałów. W rejonie tym znajduje się również Ostrów Tumski, który przed zasypaniem jednego z ramion rzeki, również stanowił odrębną wyspę. Na zachód od wyżej wymienionego wschodniego zespołu wysp położona jest Kępa Mieszczańska również otoczona przez Odrę Północną i Południową oraz dwie małe, bezimienne wyspy powstałe przez odcięcie terenu przez przekop dla Śluzy Mieszczańskiej oraz kanał Elektrowni Wodnej Wrocław I. Za największą wyspę odrzańską uznaje się tzw. Wielką Wyspę, otoczona Odrą, Starą Odrą i Kanałem Powodziowym, obejmująca osiedla Biskupin, Bartoszowice, Dąbie, Szczytniki, Zalesie, Zacisze i Sępolno. Oprócz niej istnieje porównywalnej wielkości obszar otoczony Odrą, Starą Odrą i Kanałem Miejskim, obejmujący osiedla Ołbin, Nadodrze, Kleczków i Plac Grunwaldzki, lecz nie powstała dotąd nazwa dla tego obszaru jako wyspy. Pozostałe odrzańskie wyspy: Wyspa Rędzińska, Wyspa Szczytnicka, Wyspa Opatowicka, powstały w wyniku budowy przekopów dla dróg wodnych i śluz komorowych. Swoistymi wyspami są również długie groble rozdzielające: Kanał Powodziowy od Kanału Żeglugowego (z ulicą Folwarczną na koronie wału), Kanał Miejski od Starej Odry (z ulicą Pasterską na koronie wału), Kanał Różanka od Starej Odry, oraz Śluzę Rędzin I od Śluzy Rędzin II (na Stopniu Wodnym Rędzin).
| nazwa             | osiedle                                                              | ramiona, kanały                                                                              | przeprawy | fotografia |
| ----------------- | -------------------------------------------------------------------- | -------------------------------------------------------------------------------------------- | --- | ---------- |
| Wyspa Bielarska   | Nadodrze                                                             | - Odra Północna - Upust Klary                                                                | - Kładka Żabia - Most św. Klary |            |
| Wyspa Daliowa     | Nadodrze                                                             | - Odra Południowa - przekop Śluzy Piaskowej                                                  | - Kładka nad Śluzą Piaskową |            |
| Kępa Mieszczańska | Nadodrze                                                             | - Odra Południowa - przekop Śluzy Mieszczańskiej - Odra Północna                             | - Most Dmowskiego - Mosty Mieszczańskie - Mosty Pomorskie - Mosty Uniwersyteckie                                                                          |            |
| Wyspa Młyńska     | Nadodrze                                                             | - Odra Północna - Upust powodziowy Klary - Kanał Młyna Maria                                 | - Mosty Młyńskie - Most Słodowy - Most Tumski |            |
| Wyspa Opatowicka  | Opatowice                                                            | - Górna Odra Wrocławska - Kanał Opatowicki                                                   | - Kładka Opatowicka |            |
| Wyspa Piasek      | Nadodrze                                                             | - Odra Południowa - Kanał Młyna Maria - przekop Śluzy Piaskowej                              | - Most Piaskowy - Mosty Młyńskie - Kładka nad Śluzą Piaskową - Kładka Piaskowa                                                                            |            |
| Wyspa Rędzińska   | Rędzin                                                               | - Dolna Odra Wrocławska - przekop Rędzin                                                     | - mosty nad Śluzami Rędzin |            |
| Wyspa Słodowa     | Nadodrze                                                             | - Odra Północna - Upust Klary - Upust powodziowy Klary - Kanał Młyna Maria - Odra Południowa | - Kładka Słodowa - Kładka Piaskowa - Most Słodowy - Most św. Klary                                                                                        |            |
| Wyspa Szczytnicka | Plac Grunwaldzki                                                     | - górna Odra śródmiejska - Stara Odra - Przekop Szczytnicki                                  | |            |
| Tamka             | Nadodrze                                                             | - Odra Południowa - Kanał Jazu Macieja                                                       | - Most św. Macieja |            |
| Ostrów Tumski     | Nadodrze                                                             | - górna Odra śródmiejska - zasypane ramię Odry                                               | - Most Tumski |            |
| Wielka Wyspa      | Bartoszowice, Biskupin, Dąbie, Sępolno, Szczytniki, Zacisze, Zalesie | - Górna Odra Wrocławska - Stara Odra - Kanał Powodziowy                                      | - Most Zwierzyniecki - Kładka Zwierzyniecka - Most Szczytnicki - Mosty Jagiellońskie - Most Bartoszowicki - Kładka Opatowicka - Mosty Bolesława Chrobrego |            |

## Wyspy na pozostałych ciekach
Na mniejszych rzekach istnieją we Wrocławiu wyspy, które jednak nie posiadają swoich oficjalnych nazw własnych. Do takich rzek należą:
- Widawa, która rozdzielając się na ramiona boczne lub tworząc lokalny układ z kanałami wodnymi tworzy wyspy w rejonie osiedla Świniary, w rejonie osiedla Widawa (i miejscowości Psary) oraz Polanowice (i miejscowości Krzyżanowice)
- Bystrzyca, która obecnie tworzy niewielkie wyspy w rejonie osiedla Stabłowice i Marszowice; wiele z ramion tej rzeki to obecnie niewielkie starorzecza, a wyspy przez nie tworzone nie są już obecnie odcięte przez wody całkowicie od reszty lądu[d]; ten proces jest wynikiem budowy Zbiornika Mietków i zmniejszenia przepływu w dolnym biegu tej rzeki[e]
- Oława, która tworzy liczne ramiona na terenach wodonośnych Wrocławia[f], oraz w rejonie Parku Wschodniego, który w całości leży na dwóch wyspach utworzonych przez ramiona tej rzeki.

Również na innych mniejszych ciekach powstały niewielkie wysepki. Przykładem jest utworzony układ kanałów rzeki Brochówka w Parku Brochowskim, tworzący zespół niewielkich wysepek połączonych licznymi kładkami spacerowymi. Niewielkie wysepki stanowiące schronienie dla ptactwa wodnego można też znaleźć na Fosie Miejskiej, czy na stawach parkowych, np. w Parku Południowym.